# Volesvres
Volesvres és un municipi francès situat al departament de Saona i Loira, a la regió de Borgonya - Franc Comtat.